# Torneo Apertura 2015 (El Salvador)
El Torneo Apertura 2015 fue el 35º torneo desde la creación del formato de torneos cortos, que se juega en la Primera División de El Salvador. El equipo defensor del título fue el Santa Tecla F.C. tras conseguir su primer título de liga el torneo pasado.
Para esta edición, la liga aumentó el número de equipos a 12, compitiendo en formato de todos contra todos en dos vueltas haciendo un total de 22 jornadas. Los ocho mejores equipos al final de la temporada regular pasaron a la fase final.

## Equipos participantes
El Torneo Apertura 2015 cuenta con la adición de dos equipos de la Segunda División de Fútbol Salvadoreño, los cuales se eligieron sobre la base de la infraestructura del club, afición y por último el pago de 100 mil dólares de la licencia de Primera División.
Aunque Atlético Marte descendió la temporada anterior a la Segunda División 2015-16 se mantiene en la máxima categoría al haber comprado la franquicia en la Primera División.
Real Destroyer, ganador de la eliminatoria de promoción de la Segunda División 2014-15, sería el equipo que reemplazaría a Atlético Marte, sin embargo, vendió su lugar a Sonsonate.
El último club aceptado para esta edición fue el Chalatenango al cumplir con todos los requisitos y el pago de la licencia de Primera División.
| Equipo                 | Ciudad         | Entrenador                 | Estadio                                     | Capacidad |
| ---------------------- | -------------- | -------------------------- | ------------------------------------------- | --------- |
| Águila                 | San Miguel     | Eraldo Correia             | Estadio Juan Francisco Barraza              | 11.000    |
| Atlético Marte         | San Salvador   | Carlos 'Cacho' Meléndez    | Estadio Cuscatlán                           | 53.400    |
| Alianza                | San Salvador   | Rubén Alonso               | Estadio Nacional Jorge "El Mágico" González | 35.000    |
| Chalatenango           | Chalatenango   | Ricardo Serrano            | Estadio José Gregorio Martínez              | 15.000    |
| Dragón                 | San Miguel     | Omar Sevilla               | Estadio Juan Francisco Barraza              | 11.000    |
| FAS                    | Santa Ana      | Agustín Castillo           | Estadio Óscar Quiteño                       | 17.500    |
| Isidro Metapán         | Metapán        | Jorge Rodríguez            | Estadio Jorge "Calero" Suárez               | 8.000     |
| Juventud Independiente | San Juan Opico | Jorge Ábrego               | Complejo Deportivo de San Juan Opico        | 4.000     |
| Pasaquina              | Pasaquina      | Víctor Coreas              | Estadio San Sebastián                       | 3.000     |
| Santa Tecla            | Santa Tecla    | Osvaldo Escudero           | Estadio Las Delicias                        | 9.000     |
| Sonsonate              | Sonsonate      | Edwin 'Bochinche' Portillo | Estadio Ana Mercedes Campos                 | 8.000     |
| UES                    | San Salvador   | Efrain 'Chirolon' Burgos   | Estadio Universitario                       | 10.000    |

## Formato de competencia
El Torneo consta de dos partes, siendo la primera la que define los clasificados a disputar el campeonato en la segunda fase. Los puntos logrados en la primera fase sirven de acumulación con su similar del Final, la que indica el equipo que descenderá a la Segunda División en la próxima temporada.

### Fase Regular
Los 12 equipos pertenecientes a la Primera División, jugarán con un sistema de liga donde se enfrentarán todos contra todos a visita recíproca en dos ocasiones, un juego en casa y otro de visita, haciendo un total de 22 jornadas. Se obtendrán 3 puntos por victoria 1 por empate y 0 por derrota, luego de finalizadas las 22 jornadas y calculada la clasificación, los ocho mejores equipos clasificarán a una fase de eliminación directa. En caso de empate se determinará el lugar de clasificación de la siguiente manera:
- Mayor diferencia de goles entre los clubes empatados en puntos.
- Mayor cantidades de goles a favor entre los clubes empatados en puntos y en diferencia de goles.
- Serie particular en el torneo en curso entre los equipos empatados en puntos, diferencia de goles y mayor cantidad de goles a favor.
- De persistir el empate se decidirá por sorteo.

Un caso particular es cuando dos equipos o más equipos empatan por puntos en la octava posición (8°), en este caso debe jugarse un juego extra en campo neutral para definirse la última posición clasificatoria a las semifinales; en caso de que sean más de dos equipos empatados por puntos, se definirán los dos mejor posicionados por los criterios señalados anteriormente y luego procederá el juego extra.

### Fase de Eliminación Directa
Los ocho clubes calificados para esta fase del torneo serán reubicados de acuerdo con el lugar que ocupen en la tabla general al término de la jornada 22, con el puesto del número uno al club mejor clasificado, y así hasta el número 8. Los partidos en esta fase se desarrollarán a visita, en las siguientes etapas:
- Cuartos de final
- Semifinales
- Final

Los clubes vencedores en los partidos de cuartos de final y semifinal serán aquellos que en los dos juegos anoten el mayor número de goles (marcador global). De existir empate en el número de goles anotados, la posición se definirá a favor del club con la mejor posición en la tabla de la fase regular.
La Final se realiza en un único partido en campo neutral - generalmente el Estadio Cuscatlán - siendo campeón el equipo que se imponga al otro una vez finalizados los 90 minutos reglamentarios, prórroga o lanzamientos desde el punto penal según corresponda.

## Jornadas
| Fas          | 2 - 3 | Marte            | Estadio Oscar Quiteño          |
| Santa Tecla  | 2 - 0 | J. Independiente | Estadio Las Delicias           |
| Águila       | 1 - 0 | Dragón           | Estadio Juan Francisco Barraza |
| Pasaquina    | 1 - 1 | Sonsonate        | Estadio San Sebastián          |
| Alianza FC   | 1 - 1 | UES              | Estadio Cuscatlán              |
| Chalatenango | 1 - 1 | Metapan          | Estadio Jose gregorio Martínez |

| Marte            | 2 - 0 | Chalatenango | Estadio Cuscatlán              |
| J. Independiente | 1 - 3 | Fas          | Complejo Deportivo de Opico    |
| Dragón           | 2 - 1 | Santa Tecla  | Estadio Juan Francisco Barraza |
| Sonsonate        | 0 - 3 | Águila       | Estadio Ana Mercedes Campos    |
| UES              | 1 - 2 | Pasaquina    | Estadio Mágico Gonzales        |
| I Metapán        | 3 - 4 | Alianza FC   | Estadio Calero Suárez          |

| Marte        | 0 - 1 | J Independiente | Estadio Cuscatlán              |
| Fas          | 1 - 0 | Dragón          | Estadio Oscar Quiteño          |
| Santa Tecla  | 4 - 2 | Sonsonate       | Estadio Las Delicias           |
| Águila       | 1 - 0 | UES             | Estadio Juan Francisco Barraza |
| Pasaquina    | 0 - 0 | I Metapán       | Estadio San Sebastián          |
| Chalatenango | 0 - 0 | Alianza         | Estadio José Gregorio Martínez |

| J Independiente | 2 - 0 | Chalatenango | Complejo Deportivo San Juan Opico |
| Dragón          | 5 - 1 | Marte        | Estadio Juan Francisco Barraza    |
| Sonsonate       | 1 - 2 | Fas          | Estadio Ana Mercedes Campos       |
| UES             | 1 - 0 | Santa Tecla  | Estadio Universitario             |
| Metapán         | 1 - 1 | Águila       | Estadio Jorge Calero Suárez       |
| Alianza         | 2 - 0 | Pasaquina    | Estadio Cuscatlán                 |

| J Independiente | 1 - 1 | Dragón    | Complejo Deportivo San Juan Opico |
| Marte           | 0 - 0 | Sonsonate | Estadio Cuscatlán                 |
| Fas             | 1 - 0 | UES       | Estadio Oscar Quiteño             |
| Santa Tecla     | 0 - 3 | Metapán   | Estadio Las Delicias              |
| Águila          | 2 - 2 | Alianza   | Estadio Juan Francisco Barraza    |
| Chalatenango    | 0 - 0 | Pasaquina | Estadio José Gregorio Martínez    |

| Dragón      | 2 - 0 | Chalatenango    | Estadio Juan Francisco Barraza |
| Sonsonate   | 1 - 1 | J Independiente | Estadio Ana Mercedes Capmos    |
| UES         | 0 - 0 | Marte           | Estadio Universitario          |
| Metapán     | 2 - 3 | Fas             | Estadio Jorge Calero Suárez    |
| Santa Tecla | 5 - 2 | Alianza         | Estadio Cuscatlán              |
| Pasaquina   | 1 - 1 | Águila          | Estadio San Sebastián          |

| Dragón          | 1 - 2 | Sonsonate | Estadio Juan Francisco Barraza    |
| J Independiente | 2 - 2 | UES       | Complejo deportivo San Juan Opico |
| Marte           | 0 - 0 | Metapán   | Estadio Cuscatlán                 |
| Fas             | 3 - 1 | Alianza   | Estadio Oscar Quiteño             |
| Santa Tecla     | 4 - 2 | Pasaquina | Estadio Las Delicias              |
| Chalatenango    | 3 - 1 | Águila    | Estadio José Gregorio Martínez    |

| Sonsonate | 2 - 1 | Chalatenango    | Estadio Ana Mercedez Campos    |
| UES       | 1 - 2 | Dragón          | Estadio Universitario          |
| Metapán   | 5 - 0 | J Independiente | Estadio Jórge Calero Suárez    |
| Alianza   | 0 - 0 | Marte           | Estadio Cuscatlán              |
| Pasaquina | 1 - 1 | Fas             | Estadio San Sebastián          |
| Águila    | 2 - 1 | Santa Tecla     | Estadio Juan Francisco Barraza |

| Sonsonate       | 2 - 0 | UES         | Estadio Ana mercedes campos    |
| Dragón          | 0 - 0 | Metapán     | Estadio Juan Francisco Barraza |
| J Independiente | 0 - 3 | Alianza     | Estadio San Juan Opíco         |
| Marte           | 1 - 2 | Pasaquina   | Estadio Cuscatlán              |
| Fas             | 2 - 1 | Águila      | Estadio Oscar Quiteño          |
| Chalatenango    | 2 - 0 | Santa Tecla | Estadio Gregorio Martínez      |

| Chalatenango | 2 - 1 | UES             | Estadio Gregorio Martínez      |
| Metapán      | 4 - 0 | Sonsonate       | Estadio Jorge Calero Suárez    |
| Alianza      | 1 - 1 | Dragón          | Estadio Cuscatlán              |
| Pasaquina    | 3 - 1 | J Independiente | Estadio San Sebastián          |
| Águila       | 1 - 0 | Marte           | Estadio Juan Francisco Barraza |
| Santa Tecla  | 2 - 0 | Fas             | Estadio Las Delicias           |

| UES             | 0 - 4 | Metapán      | Estadio Universitario               |
| Sonsonate       | 3 - 4 | Alianza      | Estadio Ana mercedes campos         |
| Dragón          | 0 - 0 | Pasaquina    | Estadio Juan Francisco Barraza      |
| J Independiente | 1 - 3 | Águila       | Estadio Complejo Deportivo de Opíco |
| Marte           | 2 - 2 | Santa Tecla  | Estadio Cuscatlán                   |
| Fas             | 0 - 1 | Chalatenango | Estadio                             |

| Marte           | 0 - 3 | Fas          | Estadio Oscar Quiteño               |
| J Independiente | 2 - 2 | Santa Tecla  | Estadio complejo deportivo de opico |
| Dragón          | 0 - 0 | Águila       | Estadio Juan Francisco Barraza      |
| Sonsonate       | 0 - 1 | Pasaquina    | Estadio ana mercedez campos         |
| UES             | 1 - 3 | Alianza      | EstadioUniversitario                |
| Metapán         | 3 - 1 | Chalatenango | Estadio Calero Suárez               |

| Chalatenango | 2 - 0 | Marte           | Estadio Gregorio martinez      |
| Fas          | 1 - 1 | J Independiente | Compejo Oscar Quiteño          |
| Santa Tecla  | 2 - 2 | Dragón          | Estadio Las Delicias           |
| Águila       | 3 - 0 | Sonsonate       | Estadio Juan Francisco Barraza |
| Pasaquina    | 1 - 1 | UES             | Estadio San Sebastián          |
| Alianza      | 1 - 2 | Metapán         | Estadio Cuscatlán              |

| J Independiente | 0 - 0 | Marte        | Estadio Complejo Deportivo de Opico |
| Dragón          | 2 - 2 | Fas          | Estadio Juan Francisco Barraza      |
| Sonsonate       | 1 - 1 | Santa Tecla  | Estadio Ana mercedes campos         |
| UES             | 1 - 2 | Águila       | Estadio Universitario               |
| Metapán         | 2 - 0 | Pasaquina    | Estadio Calero Suárez               |
| Alianza         | 1 - 0 | Chalatenango | Estadio Cuscatlán                   |

| Chalatenango | 2 - 0 | J Independiente | Estadio Gregorio Martínez      |
| Marte        | 1 - 0 | Dragón          | Estadio Cuscatlán              |
| Fas          | 1 - 1 | Sonsonate       | Estadio Oscar Quiteño          |
| Santa Tecla  | 4 - 0 | UES             | Estadio Las DeliciaS           |
| Águila       | 1 - 0 | Metapán         | Estadio Juan Francisco Barraza |
| Pasaquina    | 3 - 0 | Alianza         | Estadio San Sebastián          |

| Dragón    | 2 - 0 | J Independiente | Estadio Juan Francisco Barraza |
| Sonsonate | 2 - 1 | Marte           | Estadio Ana Mercedez Campos    |
| UES       | 0 - 0 | Fas             | Estadio Universitario          |
| Metapán   | 5 - 0 | Santa Tecla     | Estadio Calero Suárez          |
| Alianza   | 1 - 1 | Águila          | Estadio Cuscatlán              |
| Pasaquina | 3 - 2 | Chalatenango    | Estadio San Sebastián          |

| Chalatenango    | 2 - 1 | Dragón      | Estadio Gregorio Martínez     |
| J Independiente | 2 - 0 | Sonsonate   | Complejo Deportivo de Opico   |
| Marte           | 0 - 2 | UES         | Estadio Cuscatlán             |
| Fas             | 0 - 0 | Metapán     | Estadio Oscar Quiteño         |
| Alianza         | 0 - 0 | Santa Tecla | Estadio Las Delicias          |
| Águila          | 2 - 2 | Pasaquina   | Estadio San Francisco Barraza |

| Sonsonate | 2 - 2 | Dragón          | Estadio Ana mercedez campos    |
| UES       | 1 - 1 | J Independiente | Estadio Universitario          |
| Metapán   | 3 - 1 | Marte           | Estadio Calero Suárez          |
| Alianza   | 3 - 0 | Fas             | Estadio Cuscatlán              |
| Pasaquina | 2 - 2 | Santa Tecla     | Estadio San Sebastián          |
| Águila    | 2 - 2 | Chalatenango    | Estadio Juan Francisco Barraza |

| Chalatenango    | 0 - 0 | Sonsonate | Estadio Gregorio Martínez      |
| Dragón          | 1 - 1 | UES       | Estadio Juan Francisco Barraza |
| J Independiente | 1 - 0 | Metapán   | Complejo Deportivo de Opico    |
| Marte           | 1 - 1 | Alianza   | Estadio Cuscatlán              |
| Fas             | 2 - 1 | Pasaquina | Estadio Oscar Quiteño          |
| Santa Tecla     | 2 - 1 | Águila    | Estadio Las Delicias           |

| UES         | 1 - 1 | Sonsonate       | Estadio Universitario          |
| Metapán     | 3 - 1 | Dragón          | Estadio Calero Suárez          |
| Alianza     | 2 - 0 | J Independiente | Estadio Cuscatlán              |
| Pasaquina   | 0 - 0 | Marte           | Estadio San Sebastián          |
| Águila      | 1 - 1 | Fas             | Estadio Juan Francisco Barraza |
| Santa Tecla | 6 - 1 | Chalatenango    | Estadio Las Delicias           |

| UES             | 0 - 0 | Chalatenango | Estadio Universitario             |
| Sonsonate       | 0 - 1 | Metapán      | Estadio Jorge Ana Mercedez Campos |
| Dragón          | 0 - 3 | Alianza      | Estadio Juan Francisco Barraza    |
| J Independiente | 3 - 2 | Pasaquina    | Estadio San Juan Opico            |
| Marte           | 1 - 1 | Águila       | Estadio Cuscatlán                 |
| Fas             | 0 - 5 | Santa Tecla  | Estadio Oscar Quiteño             |

| Metapán      | 0 - 1 | UES             | Estadio Calero Suárez          |
| Alianza      | 4 - 1 | Sonsonate       | Estadio Cuscatlán              |
| Pasaquina    | 0 - 1 | Dragón          | Estadio San Sebastián          |
| Águila       | 1 - 0 | J Independiente | Estadio Juan Francisco Barraza |
| Santa Tecla  | 2 - 2 | Marte           | Estadio Las Delicias           |
| Chalatenango | 1 - 0 | Fas             | Estadio                        |

### Evolución de la clasificación
| Equipo / Jornada | 01 | 02 | 03 | 04 | 05 | 06 | 07 | 08 | 09 | 10 | 11 | 12 | 13 | 14 | 15 | 16 | 17 | 18 | 19 | 20 | 21 | 22 |
| ---------------- | -- | -- | -- | -- | -- | -- | -- | -- | -- | -- | -- | -- | -- | -- | -- | -- | -- | -- | -- | -- | -- | -- |
| Metapán          | 4  | 8  | 9  | 10 | 7  | 9  | 9  | 10 | 11 | 9  | 4  | 4  | 4  | 4  | 4  | 3  | 3  | 3  | 3  | 1  | 1  | 1  |
| Águila           | 3  | 1  | 1  | 1  | 2  | 2  | 2  | 2  | 2  | 2  | 2  | 2  | 2  | 1  | 1  | 1  | 1  | 1  | 1  | 2  | 2  | 2  |
| Alianza          | 6  | 3  | 5  | 3  | 3  | 4  | 4  | 4  | 4  | 4  | 3  | 3  | 3  | 3  | 3  | 5  | 5  | 4  | 4  | 4  | 3  | 3  |
| Santa Tecla      | 1  | 6  | 2  | 5  | 8  | 8  | 5  | 5  | 7  | 6  | 6  | 7  | 6  | 6  | 5  | 7  | 7  | 7  | 5  | 5  | 5  | 4  |
| Fas              | 10 | 5  | 3  | 2  | 1  | 1  | 1  | 1  | 1  | 1  | 1  | 1  | 1  | 2  | 2  | 2  | 2  | 2  | 2  | 3  | 4  | 5  |
| Chalatenango     | 8  | 10 | 10 | 11 | 11 | 12 | 11 | 12 | 9  | 7  | 8  | 8  | 8  | 8  | 7  | 8  | 6  | 6  | 7  | 7  | 7  | 6  |
| Pasaquina        | 7  | 4  | 6  | 8  | 9  | 7  | 8  | 9  | 6  | 5  | 7  | 5  | 7  | 7  | 6  | 4  | 4  | 5  | 6  | 6  | 6  | 7  |
| Dragon           | 11 | 7  | 7  | 4  | 4  | 3  | 3  | 3  | 3  | 3  | 5  | 6  | 5  | 5  | 8  | 6  | 8  | 8  | 8  | 8  | 8  | 8  |
| J Independiente  | 12 | 12 | 8  | 7  | 5  | 5  | 6  | 6  | 10 | 11 | 11 | 10 | 10 | 10 | 11 | 11 | 10 | 10 | 10 | 10 | 9  | 9  |
| Sonsonate        | 9  | 11 | 12 | 12 | 12 | 11 | 12 | 8  | 5  | 8  | 9  | 9  | 9  | 9  | 10 | 9  | 9  | 9  | 9  | 9  | 10 | 10 |
| Marte            | 2  | 2  | 4  | 6  | 6  | 6  | 7  | 7  | 8  | 10 | 10 | 11 | 11 | 11 | 9  | 10 | 11 | 11 | 11 | 11 | 11 | 11 |
| UES              | 5  | 9  | 11 | 9  | 10 | 10 | 10 | 11 | 12 | 12 | 12 | 12 | 12 | 12 | 12 | 12 | 12 | 12 | 12 | 12 | 12 | 12 |

### Tabla de posiciones
|  |     | Equipo                 | PJ | PG | PE | PP | GF | GC | DG  | PTS |
|  | --- | ---------------------- | -- | -- | -- | -- | -- | -- | --- | --- |
|  |     |                        |    |    |    |    |    |    |     |     |
|  | 1.  | Isidro Metapan (C)     | 22 | 11 | 6  | 5  | 42 | 16 | 26  | 39  |
|  | 2.  | Águila (C)             | 22 | 10 | 9  | 3  | 32 | 21 | 11  | 39  |
|  | 3.  | Alianza (C)            | 22 | 10 | 8  | 4  | 39 | 27 | 12  | 38  |
|  | 4.  | Santa Tecla (C)        | 22 | 10 | 6  | 6  | 46 | 32 | 14  | 36  |
|  | 5.  | FAS (C)                | 22 | 9  | 7  | 6  | 28 | 28 | 0   | 34  |
|  | 6.  | Chalatenango (C)       | 22 | 8  | 6  | 8  | 23 | 27 | -4  | 30  |
|  | 7.  | Pasaquina (C)          | 22 | 6  | 10 | 6  | 27 | 27 | 0   | 28  |
|  | 8.  | Dragón (C)             | 22 | 6  | 9  | 7  | 26 | 25 | 1   | 27  |
|  | 9.  | Juventud Independiente | 22 | 5  | 7  | 10 | 20 | 36 | -16 | 22  |
|  | 10. | Sonsonate              | 22 | 4  | 8  | 10 | 22 | 38 | -16 | 20  |
|  | 11. | Atlético Marte         | 22 | 3  | 10 | 9  | 16 | 29 | -13 | 19  |
|  | 12. | UES                    | 22 | 3  | 9  | 10 | 16 | 30 | -14 | 18  |

(C)=Clasificado a liguilla

## Fase final
|  | Cuartos de final | Cuartos de final | Cuartos de final |   |                | Semifinales | Semifinales | Semifinales |  |         | Final | Final |  |
|  |                  |                  |                  |   |                |             |             |             |  |         |       |       |  |
|  |                  |                  |                  |   |                |             |             |             |  |         |       |       |  |
|  | Isidro Metapan   | 0                | 1                |   |                |             |             |             |  |         |       |       |  |
|  | Isidro Metapan   | 0                | 1                |   |                |             |             |             |  |         |       |       |  |
|  | Dragon           | 1                | 0                |   |                |             |             |             |  |         |       |       |  |
|  | Dragon           | 1                | 0                |   | Isidro Metapan | 1           | 0           |             |  |         |       |       |  |
|  |                  |                  |                  |   | Isidro Metapan | 1           | 0           |             |  |         |       |       |  |
|  |                  |                  | CD Fas           | 2 | 0              |             |             |             |  |         |       |       |  |
|  | Santa Tecla      | 0                | CD Fas           | 2 | 0              | 1           |             |             |  |         |       |       |  |
|  | Santa Tecla      | 0                |                  |   |                |             |             |             |  |         |       |       |  |
|  | Fas              | 0                | 2                |   |                |             |             |             |  |         |       |       |  |
|  | Fas              | 0                | 2                |   |                |             |             |             |  | Alianza | 1     |       |  |
|  |                  |                  |                  |   |                |             |             |             |  | Alianza | 1     |       |  |
|  |                  |                  | CD Fas           | 0 |                |             |             |             |  |         |       |       |  |
|  | CD Águila        | 1                | CD Fas           | 0 | 1              |             |             |             |  |         |       |       |  |
|  | CD Águila        | 1                |                  |   |                |             |             |             |  |         |       |       |  |
|  | Pasaquina        | 0                | 0                |   |                |             |             |             |  |         |       |       |  |
|  | Pasaquina        | 0                | 0                |   | CD Águila      | 0           | 2           |             |  |         |       |       |  |
|  |                  |                  |                  |   | CD Águila      | 0           | 2           |             |  |         |       |       |  |
|  |                  |                  | Alianza          | 1 | 2              |             |             |             |  |         |       |       |  |
|  | Alianza          | 1                | Alianza          | 1 | 2              | 3           |             |             |  |         |       |       |  |
|  | Alianza          | 1                |                  |   |                |             |             |             |  |         |       |       |  |
|  | Chalatenango     | 1                | 2                |   |                |             |             |             |  |         |       |       |  |
|  | Chalatenango     | 1                | 2                |   |                |             |             |             |  |         |       |       |  |
|  |                  |                  |                  |   |                |             |             |             |  |         |       |       |  |

### Cuartos de final

#### CD Dragon-Isidro Metapán
| 3 de diciembre de 2015 - Canal 4 | CD Dragon | 1:0 (1:0) | Isidro Metapán | Estadio Juan Francisco Barraza, San Miguel, El Salvador |  |

| 5 de diciembre de 2015 - Canal 4                                                                            | Isidro Metapán | 1:0 (0:0) | CD Dragon | Estadio Jórge Suárez, Metapán, Santa Ana, El Salvador |  |
| Isidro Metapán avanza a Semifinales por estar mejor posicionado en la tabla general marcador global de 1:1. |                |           |           |                                                       |  |

#### CD Fas-Santa Tecla FC
| 2 de mayo de 2015 | CD Fas | 0:0 | Santa Tecla FC |  |  |

| 6 de diciembre de 2015                                  | Santa Tecla FC | 1:2 (1:1) | CD Fas |  |  |
| CD Fas avanza a Semifinales por marcador global de 1:2. |                |           |        |  |  |

#### CD Chalatenango-Alianza FC
| 2 de diciembre de 2015 | CD Chalatenango | 1:1 (1:1) | Alianza FC |  |  |

| 6 de diciembre de 2015                                      | Alianza FC | 3:2 (0:1) | CD Chalatenango |  |  |
| Alianza FC avanza a Semifinales por marcador global de 4:3. |            |           |                 |  |  |

#### Pasaquina FC-CD Águila
| 2 de diciembre de 2015 | Pasaquina FC | 0:1 (0:1) | CD Águila |  |  |

| 5 de diciembre de 2015                                     | CD Águila | 1:0 (1:0) | Pasaquina FC |  |  |
| CD Águila avanza a Semifinales por marcador global de 2:0. |           |           |              |  |  |

### SemiFinal

#### Isidro Metapán-CD Fas
| 9 de diciembre de 2015 - Canal 4 | CD Fas | 2:1 (1:0) | Isidro Metapán |  |  |

| 12 de diciembre de 2015 - Canal 4                    | Isidro Metapán | 0:0 | CD Fas |  |  |
| CD Fas avanza a la final por marcador global de 2:1. |                |     |        |  |  |

#### CD Águila-Alianza FC
| 10 de diciembre de 2015 - Canal 4 | Alianza FC | 1:0 (1:0) | CD Águila |  |  |

| 12 de diciembre de 2015 - Canal 4                        | CD Águila | 2:2 (0:1) | Alianza FC |  |  |
| Alianza FC avanza a la final por marcador global de 3:2. |           |           |            |  |  |

### Final

#### Alianza FC-CD Fas
| 20 de diciembre de 2015 - Canal 4 | Alianza FC | 1:0 (0:0) | CD Fas | Estadio Cuscatlan, San Salvador, El Salvador |  |

#### Final
| 25    | POR   | Óscar Arroyo         |     |
| 5     | DEF   | Iván Garrido         |     |
| 6     | DEF   | Ramón Martínez       |     |
| 15    | DEF   | Dany Torres          |     |
| 4     | DEF   | Andrés Flores Jaco   |     |
| 7     | MED   | Rudy Valencia        |     |
| 8     | MED   | Rodrigo Rivera       |     |
| 42    | MED   | Anthony Roque        | 46' |
| 11    | MED   | Juan Carlos Portillo |     |
| 3     | DEL   | Jonatan Philippe     | 46' |
| 22    | DEL   | Rodolfo Zelaya       | 20' |
| D. T. | D. T. | Rubén Alonso         |     |

| 1     | POR   | Luis Contreras      | 58' |
| 3     | DEF   | Moisés García       |     |
| 12    | DEF   | Alexander Mendoza   |     |
| 32    | DEF   | Moisés Mejía        |     |
| 6     | DEF   | Miguel Lemus        |     |
| 7     | MED   | Jorge Morán         |     |
| 8     | MED   | Cristian Álvarez    |     |
| 5     | MED   | Néstor Renderos     |     |
| 15    | DEL   | Walter Martínez     |     |
| 9     | DEL   | José Ángel Peña     |     |
| 9     | DEL   | Christian Rodríguez |     |
| D. T. | D. T. | Agustín Castillo    |     |

| 9  | Delantero | José David Díaz | 20' |
| 10 | Delantero | Óscar Guerrero  | 46' |

| 11 | Delantero  | Rafael Burgos   | 46' |
| 25 | Guardameta | Adolfo Menéndez | 58' |
| 20 | Delantero  | Josimar         | 71' |

| 57' | Ramón Martínez | 1:0 |

| 41' | Rodrigo Rivera |

| 35' · 36' · 54' · 68' | Christian Rodríguez Moisés Mejía José Ángel Peña Christian Álvarez |

| Principal  | Jaime Herrera |
| Asistentes | ?             |
|            | ?             |
| Cuarto     | ?             |

|                    |   |   |
| Tiros              | - | - |
| Tiros a puerta     | - | - |
| Faltas             | - | - |
| Saques de esquina  | - | - |
| Penaltis           | - | - |
| Fueras de juego    | - | - |
| Posesión del balón | % | % |

| Alineación inicial |

| 25    | POR   | Óscar Arroyo         |     |
| 5     | DEF   | Iván Garrido         |     |
| 6     | DEF   | Ramón Martínez       |     |
| 15    | DEF   | Dany Torres          |     |
| 4     | DEF   | Andrés Flores Jaco   |     |
| 7     | MED   | Rudy Valencia        |     |
| 8     | MED   | Rodrigo Rivera       |     |
| 42    | MED   | Anthony Roque        | 46' |
| 11    | MED   | Juan Carlos Portillo |     |
| 3     | DEL   | Jonatan Philippe     | 46' |
| 22    | DEL   | Rodolfo Zelaya       | 20' |
| D. T. | D. T. | Rubén Alonso         |     |

| 1     | POR   | Luis Contreras      | 58' |
| 3     | DEF   | Moisés García       |     |
| 12    | DEF   | Alexander Mendoza   |     |
| 32    | DEF   | Moisés Mejía        |     |
| 6     | DEF   | Miguel Lemus        |     |
| 7     | MED   | Jorge Morán         |     |
| 8     | MED   | Cristian Álvarez    |     |
| 5     | MED   | Néstor Renderos     |     |
| 15    | DEL   | Walter Martínez     |     |
| 9     | DEL   | José Ángel Peña     |     |
| 9     | DEL   | Christian Rodríguez |     |
| D. T. | D. T. | Agustín Castillo    |     |

| 9  | Delantero | José David Díaz | 20' |
| 10 | Delantero | Óscar Guerrero  | 46' |

| 11 | Delantero  | Rafael Burgos   | 46' |
| 25 | Guardameta | Adolfo Menéndez | 58' |
| 20 | Delantero  | Josimar         | 71' |

| 57' | Ramón Martínez | 1:0 |

| 41' | Rodrigo Rivera |

| 35' · 36' · 54' · 68' | Christian Rodríguez Moisés Mejía José Ángel Peña Christian Álvarez |

| Principal  | Jaime Herrera |
| Asistentes | ?             |
|            | ?             |
| Cuarto     | ?             |

|                    |   |   |
| Tiros              | - | - |
| Tiros a puerta     | - | - |
| Faltas             | - | - |
| Saques de esquina  | - | - |
| Penaltis           | - | - |
| Fueras de juego    | - | - |
| Posesión del balón | % | % |

| Alineación inicial |

| 25    | POR   | Óscar Arroyo         |     |
| 5     | DEF   | Iván Garrido         |     |
| 6     | DEF   | Ramón Martínez       |     |
| 15    | DEF   | Dany Torres          |     |
| 4     | DEF   | Andrés Flores Jaco   |     |
| 7     | MED   | Rudy Valencia        |     |
| 8     | MED   | Rodrigo Rivera       |     |
| 42    | MED   | Anthony Roque        | 46' |
| 11    | MED   | Juan Carlos Portillo |     |
| 3     | DEL   | Jonatan Philippe     | 46' |
| 22    | DEL   | Rodolfo Zelaya       | 20' |
| D. T. | D. T. | Rubén Alonso         |     |

| 1     | POR   | Luis Contreras      | 58' |
| 3     | DEF   | Moisés García       |     |
| 12    | DEF   | Alexander Mendoza   |     |
| 32    | DEF   | Moisés Mejía        |     |
| 6     | DEF   | Miguel Lemus        |     |
| 7     | MED   | Jorge Morán         |     |
| 8     | MED   | Cristian Álvarez    |     |
| 5     | MED   | Néstor Renderos     |     |
| 15    | DEL   | Walter Martínez     |     |
| 9     | DEL   | José Ángel Peña     |     |
| 9     | DEL   | Christian Rodríguez |     |
| D. T. | D. T. | Agustín Castillo    |     |

| 9  | Delantero | José David Díaz | 20' |
| 10 | Delantero | Óscar Guerrero  | 46' |

| 11 | Delantero  | Rafael Burgos   | 46' |
| 25 | Guardameta | Adolfo Menéndez | 58' |
| 20 | Delantero  | Josimar         | 71' |

| 57' | Ramón Martínez | 1:0 |

| 41' | Rodrigo Rivera |

| 35' · 36' · 54' · 68' | Christian Rodríguez Moisés Mejía José Ángel Peña Christian Álvarez |

| Principal  | Jaime Herrera |
| Asistentes | ?             |
|            | ?             |
| Cuarto     | ?             |

|                    |   |   |
| Tiros              | - | - |
| Tiros a puerta     | - | - |
| Faltas             | - | - |
| Saques de esquina  | - | - |
| Penaltis           | - | - |
| Fueras de juego    | - | - |
| Posesión del balón | % | % |

| Alineación inicial |

| 25    | POR   | Óscar Arroyo         |     |
| 5     | DEF   | Iván Garrido         |     |
| 6     | DEF   | Ramón Martínez       |     |
| 15    | DEF   | Dany Torres          |     |
| 4     | DEF   | Andrés Flores Jaco   |     |
| 7     | MED   | Rudy Valencia        |     |
| 8     | MED   | Rodrigo Rivera       |     |
| 42    | MED   | Anthony Roque        | 46' |
| 11    | MED   | Juan Carlos Portillo |     |
| 3     | DEL   | Jonatan Philippe     | 46' |
| 22    | DEL   | Rodolfo Zelaya       | 20' |
| D. T. | D. T. | Rubén Alonso         |     |

| 1     | POR   | Luis Contreras      | 58' |
| 3     | DEF   | Moisés García       |     |
| 12    | DEF   | Alexander Mendoza   |     |
| 32    | DEF   | Moisés Mejía        |     |
| 6     | DEF   | Miguel Lemus        |     |
| 7     | MED   | Jorge Morán         |     |
| 8     | MED   | Cristian Álvarez    |     |
| 5     | MED   | Néstor Renderos     |     |
| 15    | DEL   | Walter Martínez     |     |
| 9     | DEL   | José Ángel Peña     |     |
| 9     | DEL   | Christian Rodríguez |     |
| D. T. | D. T. | Agustín Castillo    |     |

| 9  | Delantero | José David Díaz | 20' |
| 10 | Delantero | Óscar Guerrero  | 46' |

| 11 | Delantero  | Rafael Burgos   | 46' |
| 25 | Guardameta | Adolfo Menéndez | 58' |
| 20 | Delantero  | Josimar         | 71' |

| 57' | Ramón Martínez | 1:0 |

| 41' | Rodrigo Rivera |

| 35' · 36' · 54' · 68' | Christian Rodríguez Moisés Mejía José Ángel Peña Christian Álvarez |

| Principal  | Jaime Herrera |
| Asistentes | ?             |
|            | ?             |
| Cuarto     | ?             |

|                    |   |   |
| Tiros              | - | - |
| Tiros a puerta     | - | - |
| Faltas             | - | - |
| Saques de esquina  | - | - |
| Penaltis           | - | - |
| Fueras de juego    | - | - |
| Posesión del balón | % | % |

| Alineación inicial |

|                       |
| Alianza FC 11° título |

- Alianza FC clasifican a la Concacaf Liga de Campeones 2016-17